# 斯科特·德加雷斯
斯科特·德加雷斯（英語：Scott DesJarlais；1964年2月21日—）是美国的一位政治人物，現任聯邦眾議員。

## 生平
自2011年開始，他是田納西州第4選舉區選出的美國眾議院議員。他的黨籍是共和黨。德加雷斯出生在艾奥瓦州。他在2010年首次當選眾議員。